# Novigrad, Istra
Novigrad (italijansko Cittanova; do 1945 Cittanova dell´Istria) je mesto, pristanišče in turistično središče v Istri (Hrvaška), sedež istoimenske mestne občine (hrv. Grad Novigrad; it. Citta` del Cittanova) s 3883 prebivalci (popis 2021; 2011 še 4400), oziroma (samo mesto-naselje) z okoli 2300 stalnimi prebivalci (največ, 2629 jih je imel ob popisu 2001), ki upravno spada v Istrsko županijo. Upravno območje mesta na severu sega vse do zaliva Dajla (vključuje južno obalo), na jugu pa do reke Mirne ob njenem izlivu v morje pri naselju Antenal.

## Geografija
Novigrad leži na zahodni obali Istrskega polotoka, južno od Umaga, ob cesti, ki povezuje Novigrad s Porečem, od katerega je oddaljen okoli 16 km. S severne strani ga zapira zatok reke Mirne ki se tu izliva v Jadransko morje. Mesto/občina Novigrad obsega površino 27 km² in meji na severu in vzhodu na občino Brtonigla, na jugovzhodu pa na občino Tar.

## Zgodovina
Rimsko mesto, ki je stalo na širšem območju današnjega Novigrada, se omenja že v 6. stol. pod imenom Neopolis. Tako se imenuje, ker so ga ustanovili prebivalci Emone (današnje Ljubljane) ki so zbežali pred napadi Hunov, zato so novo mesto imenovali včasih kar Emon(i)a, kakor se imenuje tudi eden od novigrajskih hotelov, kasneje pa Civitas Nova kot nasprotje "stari"-celinski Emoni.
Današnji Novigrad, ki se je v srednjem veku razvil na otočku pred obalo in se v 18. stol. spojil s kopnim, je bil od 1270 v beneški posesti na Jadranu. Več stoletij je bil sedež škofije. Leta 1687 so mesto opustošili Turki. Zatem so mesto obnovili, tako da je ohranil svojo srednjeveško urbano strukturo z ozkimi zavitimi uličicami. Delno je ohranjen tudi sistem srednjeveških fortifikacij. Bazilika sv. Pelagija, ki je bila zgrajena v 8. stol., in je bila temeljito prezidana v 15. in 16. stol., ima pod prezbiterijem poznoromansko kripto. Mestna loža in nekatere druge stavbe so zgrajene v gotskem slogu. V hiši Urizzi je lapidarij z zbirko antičnih in srednjeveških fragmentov. Novigrad je bil najjužnejše mesto v coni B Svobodnega tržaškega ozemlja, katerega južna meja je potekala po reki Mirni, po letu 1954 pa je bil priključen (republiki) Hrvaški kot delu jugoslovanske federacije.

### Marina Novigrad in Marina Nautika
Naselje ima manjše pristanišče in dve marini. Marina Novigrad ima 70 privezov v morju in 40 mest na kopnem, 5 tonsko dvigalo ter 30 tonsko premično dvigalo. Globina morja na sidriščih je do 2,2 m.
Marina Nautika ima 364 privezov v morju in 100 mest na kopnem ter 80 tonsko premično dvigalo. Globina morja na sidriščih je od 5 do 3 m. Privez je mogoč tudi na okoli 90 m dolgem valobranu, na koncu katerega stoji svetilnik. Nazivni domet svetilnika je 6 morskih milj.

## Naselja
Mestna občina Novigrad poleg samega Novigrada obsega še štiri samostojna naselja: 
Antenal, Bužinija (Businia), Dajla (Daila) in Mareda ter več manjših zaselkov ali delov naselij: Pineta, Konstanjija, Karpinjan, Tere/Terre, Saini /Šajini (predmestji Novigrada), Sv. Benedikt/San Benedetto, Fermići, Zidine/Žedina, Šaini/Saini, Salvela/Salvella, Stancija Fava, Kršin, Filipac, Paolija, Sv. Servul/San Servolo, Strada Kontesa, Belveder, Stancija Bružada, Terre, Rivarella, Stancija Rosello.   
Občina se teritorialno deli na 4 krajevne odbore: Novigrad I in II, Bužinija in Dajla.  

## Arhitektura
Novigrad kot mesto je v precejšni meri ohranil starodavni videz z značilnimi ozkimi ulicami, majhnimi trgi, številnimi starimi zgradbami v gotskem, renesančnem in baročnem slogu. Med najpomembnejšimi zgodovinskimi spomeniki je stolnica. V mestecu se je ohranilo tudi nekdanji obzidje z dvema okroglima stolpoma.
V Novigradu sta tudi dva muzeja:
- Muzej Gallerion Novigrad - muzej pomorstva ter vojnega ladjevja in vojskovanja (K.u.k Marine in novejših), ki ga je tam uredil Sergio Gobbo, oblikovalec italijanskega rodu iz Izole
- Lapidarium, Novigrad

## Demografija
| Pregled števila prebivalcev po letih | Pregled števila prebivalcev po letih | Pregled števila prebivalcev po letih | Pregled števila prebivalcev po letih | Pregled števila prebivalcev po letih | Pregled števila prebivalcev po letih | Pregled števila prebivalcev po letih | Pregled števila prebivalcev po letih | Pregled števila prebivalcev po letih | Pregled števila prebivalcev po letih | Pregled števila prebivalcev po letih | Pregled števila prebivalcev po letih | Pregled števila prebivalcev po letih | Pregled števila prebivalcev po letih | Pregled števila prebivalcev po letih |      |      |
| ------------------------------------ | ------------------------------------ | ------------------------------------ | ------------------------------------ | ------------------------------------ | ------------------------------------ | ------------------------------------ | ------------------------------------ | ------------------------------------ | ------------------------------------ | ------------------------------------ | ------------------------------------ | ------------------------------------ | ------------------------------------ | ------------------------------------ | ---- | ---- |
| 1857                                 | 1869                                 | 1880                                 | 1890                                 | 1900                                 | 1910                                 | 1921                                 | 1931                                 | 1948                                 | 1953                                 | 1961                                 | 1971                                 | 1981                                 | 1991                                 | 2001                                 | 2011 | 2021 |
| 1303                                 | 1404                                 | 1277                                 | 1372                                 | 1520                                 | 1645                                 | 2221                                 | 1502                                 | 1476                                 | 1115                                 | 1393                                 | 1710                                 | 1930                                 | 2522                                 | 2629                                 | 2622 | 2292 |

## Galerija
- Turistični vlak, Novigrad - Mareda. Vozni red.
- Ulica
- Obrambni zid. Pogled iz ulice na morje.
- Ulica